# Carlos Diego Ferreira
Carlos Diego Ferreira Neves (Amazonas, Brasil, 18 de enero de 1985) es un artista marcial mixto brasileño que compite en la división de peso ligero de Ultimate Fighting Championship.

## Carrera en las artes marciales mixtas

### Inicios
Nacido en Amazonas, Brasil, creció jugando al fútbol, y su primer arte marcial fue la capoeira. A los 10 años, empezó a entrenar jiu-jitsu brasileño. Se trasladó a Estados Unidos en 2008 para hacer carrera en el jiu-jitsu como su ídolo Ronaldo Souza. A pesar de que le fue bastante bien en la competición de jiu-jitsu, nunca consiguió el oro en los grandes torneos y se vio obligado a empezar a enseñar este deporte para ganarse la vida. Posteriormente, hizo su debut profesional en las artes marciales mixtas el 15 de abril de 2011, cuando se enfrentó a Joseph Daily en el STFC 15. Ganó el combate por decisión dividida. Después de esto, compilaría un récord invicto de 9-0, también ganando el Campeonato de Peso Ligero de Legacy FC de Jorge Patino en Legacy FC 25. Dejaría el título en mayo de 2014, cuando firmó con Ultimate Fighting Championship.

### Ultimate Fighting Championship
Debutó en la UFC contra Colton Smith el 28 de junio de 2014 en UFC Fight Night: Swanson vs. Stephens. Ganó el combate por sumisión en el primer asalto. Esta victoria le valió el premio a la Actuación de la Noche.
Se enfrentó a Ramsey Nijem el 30 de agosto de 2014 en UFC 177. Ganó el combate por TKO en el segundo asalto. Este combate le valió el premio a la Pelea de la Noche.
Se enfrentó a Beneil Dariush el 25 de octubre de 2014 en UFC 179. Perdió el combate por decisión unánime.
Se enfrentó a Dustin Poirier el 4 de abril de 2015 en UFC Fight Night: Mendes vs. Lamas. Perdió el combate por KO en el primer asalto.
Se enfrentó a Olivier Aubin-Mercier el 30 de enero de 2016 en UFC on Fox: Johnson vs. Bader. Ganó el combate por decisión unánime.
Se esperaba que se enfrentara a Abel Trujillo el 29 de mayo de 2016 en UFC Fight Night: Almeida vs. Garbrandt. Sin embargo, fue retirado del combate el 13 de mayo después de que se anunciara que había sido señalado por una posible violación de la política antidopaje. Fue sustituido por el recién llegado a la promoción Jordan Rinaldi.
El 21 de diciembre de 2016 se le impuso una sanción de 17 meses por parte de la USADA por una infracción antidopaje tras declarar el uso de un producto que enumeraba y contenía una sustancia prohibida y dar positivo por otra sustancia prohibida.
Se enfrentó a Jared Gordon el 18 de febrero de 2018 en UFC Fight Night: Cowboy vs. Medeiros. Ganó el combate por TKO en el primer asalto.
Se esperaba que se enfrentara a John Makdessi el 8 de diciembre de 2018 en UFC 231. Sin embargo, el 28 de noviembre de 2018, se informó que Makdessi fue retirado de la cartelera y fue sustituido por Jesse Ronson. Sin embargo, el 4 de diciembre de 2018 se anunció que Ronson fue retirado del combate debido a que era demasiado pesado para hacer con seguridad el peso ligero y fue liberado de UFC. Ronson fue sustituido por Kyle Nelson. Ganó el combate por TKO en el primer asalto.
Se enfrentó a Rustam Khabilov el 23 de febrero de 2019 en UFC Fight Night: Błachowicz vs. Santos. En el pesaje, pesó 157 libras, 1 libra y por encima del límite de peso ligero del combate sin título de 156. Se le impuso una multa del 20% de su bolsa, que fue a parar a manos de su oponente Khabilov. Ganó el combate por decisión unánime.
Se esperaba que se enfrentara a Francisco Trinaldo el 11 de mayo de 2019 en UFC 237. Sin embargo, se vio obligado a abandonar el combate el día del pesaje al ser considerado no apto desde el punto de vista médico por un problema de corte de peso. En consecuencia, el combate fue cancelado.
Se enfrentó a Mairbek Taisumov el 7 de septiembre de 2019 en UFC 242. Ganó el combate por decisión unánime.
Se enfrentó a Anthony Pettis el 18 de enero de 2020 en UFC 246. Ganó el combate por sumisión en el segundo asalto. Esta victoria le valió el premio a la Actuación de la Noche.
Se esperaba que se enfrentara a Drew Dober el 2 de mayo de 2020 en UFC Fight Night: Hermansson vs. Weidman. Sin embargo, el 9 de abril, el presidente de UFC, Dana White, anunció que este evento fue pospuesto para una fecha futura. El combate con Dober fue reprogramado y se esperaba que tuviera lugar el 7 de noviembre de 2020 en UFC on ESPN: Santos vs. Teixeira. A su vez, se retiró el 22 de octubre debido a una enfermedad.
Se enfrentó a Beneil Dariush el 6 de febrero de 2021 en UFC Fight Night: Overeem vs. Volkov. Perdió el combate por decisión dividida. Este combate le valió el premio a la Pelea de la Noche.
Se enfrentó a Gregor Gillespie el 8 de mayo de 2021 en UFC on ESPN: Rodriguez vs. Waterson. En el pesaje, pesó 160.5 libras, cuatro libras y media por encima del límite de peso ligero sin título. Su combate se desarrolló en el peso acordado y se le impuso una multa del 30% de su bolsa, que fue a parar a Gillespie. Perdió el combate por TKO en el segundo asalto. El combate fue nombrado Pelea de la Noche, pero no pudo recibir el premio al no haber alcanzado el peso y la bonificación completa fue para Gillespie.
Se esperaba que se enfrentara a Grant Dawson el 2 de octubre de 2021 en UFC Fight Night: Santos vs. Walker. Sin embargo, se retiró del combate a principios de septiembre alegando una lesión.
Se enfrentó a Mateusz Gamrot el 19 de diciembre de 2021 en UFC Fight Night: Lewis vs. Daukaus. Perdió el combate por TKO en el segundo asalto.
Se esperaba que se enfrentara a Drakkar Klose el 30 de julio de 2022 en UFC 277. Sin embargo, se vio obligado a abandonar el evento debido a una lesión.
Ferreira enfrentó a Michael Johnson el 20 de mayo de 2023 en UFC Fight Night 223. Ganó la pelea por nocaut en el segundo asalto. Esta pelea lo hizo merecedor del premio a la Actuación de la Noche. 
Ferreira enfrentó a Mateusz Rębecki el 11 de mayo de 2024 en UFC on ESPN 56. Ganó la pelea por nocaut técnico en el tercer asalto. Esta pelea le valió otro premio a la Actuación de la Noche.

## Vida personal
Trabajó como vendedor en una tienda de colchones antes de fichar por la UFC. Está casado con Yvonne Ferreira y tiene tres hijos.

## Campeonatos y logros
- Legacy Fighting Championship
  - Campeonato de Peso Ligero de Legacy FC (una vez)[66]
- Ultimate Fighting Championship
  - Pelea de la Noche (Dos veces) vs. Ramsey Nijem y Beneil Dariush[14][48]
  - Actuación de la Noche (Cuatro veces) vs. Colton Smith Anthony Pettis Michael Johnson y Mateusz Rębecki)[11][41][61][64]

## Récord en artes marciales mixtas
| Resultado | Récord | Oponente              | Método                                 | Evento                                 | Fecha                   | Ronda | Tiempo | Localización           | Notas                                                                                    |
| --------- | ------ | --------------------- | -------------------------------------- | -------------------------------------- | ----------------------- | ----- | ------ | ---------------------- | ---------------------------------------------------------------------------------------- |
| Victoria  | 19-5   | Mateusz Rębecki       | TKO (golpes)                           | UFC on ESPN: Lewis vs. Nascimento      | 11 de mayo de 2024      | 3     | 4:51   | San Luis (Misuri)      | Actuación de la Noche.                                                                   |
| Victoria  | 18-5   | Michael Johnson       | KO (puñetazo)                          | UFC Fight Night: Dern vs. Hill         | 20 de mayo de 2023      | 2     | 1:50   | Las Vegas, Nevada      | Actuación de la Noche.                                                                   |
| Derrota   | 17-5   | Mateusz Gamrot        | TKO (sumisión a la rodilla al cuerpo)  | UFC Fight Night: Lewis vs. Daukaus     | 18 de diciembre de 2021 | 2     | 3:26   | Las Vegas, Nevada      |                                                                                          |
| Derrota   | 17-4   | Gregor Gillespie      | TKO (codazos y puñetazos)              | UFC on ESPN: Rodriguez vs. Waterson    | 8 de mayo de 2021       | 2     | 4:51   | Las Vegas, Nevada      | Combate de peso acordado (160.5 libras); Ferreira no alcanzó el peso. Pelea de la noche. |
| Derrota   | 17-3   | Beneil Dariush        | Decisión (dividida)                    | UFC Fight Night: Overeem vs. Volkov    | 6 de febrero de 2021    | 3     | 5:00   | Las Vegas, Nevada      | Pelea de la Noche.                                                                       |
| Victoria  | 17-2   | Anthony Pettis        | Sumisión (estrangulamiento por detrás) | UFC 246                                | 18 de enero de 2020     | 2     | 1:46   | Las Vegas, Nevada      | Actuación de la Noche.                                                                   |
| Victoria  | 16-2   | Mairbek Taisumov      | Decisión (unánime)                     | UFC 242                                | 7 de septiembre de 2019 | 3     | 5:00   | Abu Dhabi              |                                                                                          |
| Victoria  | 15-2   | Rustam Khabilov       | Decisión (unánime)                     | UFC Fight Night: Błachowicz vs. Santos | 23 de febrero de 2019   | 3     | 5:00   | Praga                  | Combate de peso acordado (157 libras); Ferreira no cumplió con el peso.                  |
| Victoria  | 14-2   | Kyle Nelson           | TKO (puñetazos)                        | UFC 231                                | 8 de diciembre de 2018  | 2     | 1:23   | Toronto, Ontario       |                                                                                          |
| Victoria  | 13-2   | Jared Gordon          | TKO (puñetazos)                        | UFC Fight Night: Cowboy vs. Medeiros   | 18 de febrero de 2018   | 1     | 1:58   | Austin, Texas          |                                                                                          |
| Victoria  | 12-2   | Olivier Aubin-Mercier | Decisión (unánime)                     | UFC on Fox: Johnson vs. Bader          | 30 de enero de 2016     | 3     | 5:00   | Newark, Nueva Jersey   |                                                                                          |
| Derrota   | 11-2   | Dustin Poirier        | KO (puñetazos)                         | UFC Fight Night: Mendes vs. Lamas      | 4 de abril de 2015      | 1     | 3:45   | Fairfax, Virginia      |                                                                                          |
| Derrota   | 11-1   | Beneil Dariush        | Decisión (unánime)                     | UFC 179                                | 25 de octubre de 2014   | 3     | 5:00   | Río de Janeiro         |                                                                                          |
| Victoria  | 11-0   | Ramsey Nijem          | TKO (puñetazos)                        | UFC 177                                | 30 de agosto de 2014    | 2     | 1:53   | Sacramento, California | Pelea de la Noche.                                                                       |
| Victoria  | 10-0   | Colton Smith          | Sumisión (estrangulamiento por detrás) | UFC Fight Night: Swanson vs. Stephens  | 28 de junio de 2014     | 1     | 0:38   | San Antonio, Texas     | Actuación de la Noche.                                                                   |
| Victoria  | 9-0    | Jorge Patino          | Decisión (unánime)                     | Legacy FC 25                           | 15 de noviembre de 2013 | 3     | 5:00   | Houston, Texas         | Ganó el Campeonato de Peso Ligero de Legacy FC.                                          |
| Victoria  | 8-0    | Chris Feist           | Decisión (unánime)                     | Legacy FC 24                           | 11 de octubre de 2013   | 3     | 5:00   | Dallas, Texas          |                                                                                          |
| Victoria  | 7-0    | Carlo Prater          | Decisión (unánime)                     | Legacy FC 20                           | 31 de mayo de 2013      | 3     | 5:00   | Corpus Christi, Texas  |                                                                                          |
| Victoria  | 6-0    | Danny Salinas         | Sumisión (estrangulamiento por detrás) | STFC 24: Bad Blood                     | 22 de febrero de 2013   | 2     | 1:41   | McAllen, Texas         | Ganó el Campeonato de Peso Ligero de STFC.                                               |
| Victoria  | 5-0    | Jorge Cortez          | Sumisión (kimura)                      | STFC 23: Ferreira vs. Cortez           | 7 de diciembre de 2012  | 1     | 0:43   | McAllen, Texas         | Combate de peso wélter.                                                                  |
| Victoria  | 4-0    | Travonne Hobbs        | Sumisión (estrangulamiento del brazo)  | UWF: Tournament of Warriors Finale     | 30 de junio de 2012     | 2     | 1:57   | Corpus Christi, Texas  | Debut en el peso ligero.                                                                 |
| Victoria  | 3-0    | Hector Muñoz          | Sumisión (barra de brazo)              | UWF: Tournament of Warriors Round 1    | 4 de mayo de 2012       | 1     | 3:38   | Corpus Christi, Texas  | Debut en el peso wélter.                                                                 |
| Victoria  | 2-0    | Clint Roberts         | Sumisión (estrangulamiento por detrás) | UWF 1: Huerta vs. War Machine          | 26 de noviembre de 2011 | 2     | 0:39   | Pharr, Texas           |                                                                                          |
| Victoria  | 1-0    | Joseph Daily          | Decisión (dividida)                    | STFC 15                                | 15 de abril de 2011     | 3     | 3:00   | McAllen, Texas         | Debut en el peso medio.                                                                  |